# آندرس لیندر
آندرس یالمار لیندر (سوئدی: Anders Hjalmar Linder؛ زادهٔ ۲۷ اوت ۱۹۴۱) معمار، بازیگر و موسیقی‌دان جاز اهل سوئد است. وی دانش‌آموختهٔ رشتهٔ معماری در مؤسسه سلطنتی فناوری کی‌تی‌اچ است.
از فیلم‌ها یا مجموعه‌های تلویزیونی که وی در آن‌ها نقش داشته‌است، می‌توان به آوگوست استریندبری: یک عمر اشاره نمود.